# Santo Stefano (ostrov)

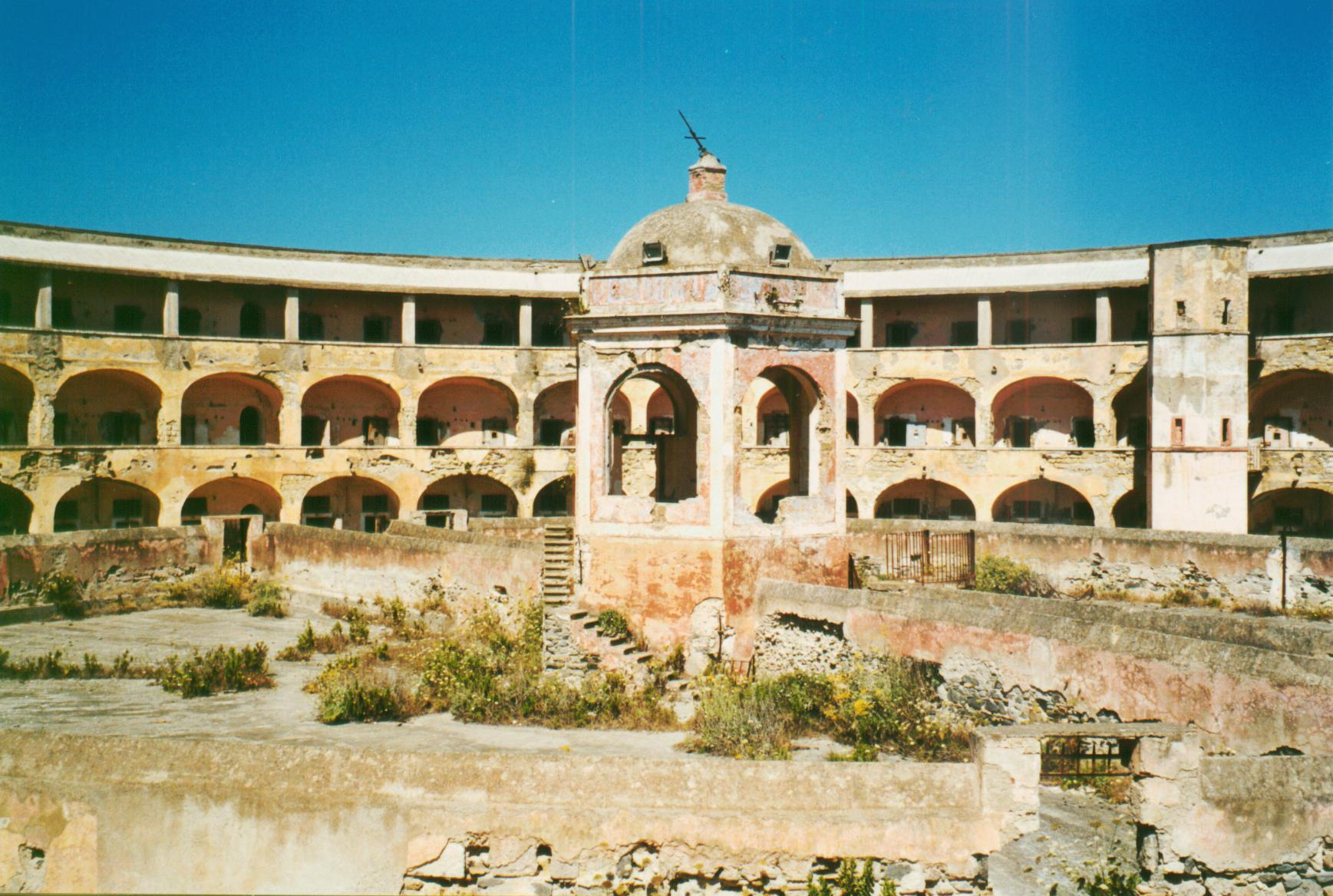
Pohled na opuštěnou věznici Santo Stefano.

Santo Stefano je ostrov v Tyrhénském moři nedaleko západního pobřeží Itálie. Je součástí Pontinských ostrovů. Je to ostrov kruhového tvaru s průměrem méně než 500 m a Leží 2 km východně od ostrova Ventotene.
Stejně jako zbytek souostroví byl Santo Stefano vytvořen vulkanickou činností. Dominuje mu mohutné vězení, které vybudovali Bourboni, a které se používalo až do roku 1965. Mezi známými vězni byli například anarchista Gaetano Bresci, nebo fašistickým režimem vězněný budoucí prezident Itálie Sandro Pertini, Umberto Terracini, Giorgio Amendola, Lelio Basso, Mauro Scoccimarro, Giuseppe Romita, Altiero Spinelli a Ernesto Rossi.
Od uzavření věznice je ostrov neobydlen až na občasné návštěvy turistů na lodích během dne.
Od římských dob nesl ostrov několik jmen, jako např. Partenope, Palmosa, Dommo Stephane a Borca